# Conceição do Almeida
Conceição do Almeida est une municipalité brésilienne de l'État de Bahia et la microrégion de Santo Antônio de Jesus.